# Escharellidae
Escharellidae zijn een familie van mosdiertjes (Bryozoa) uit de orde van de Cheilostomatida. De wetenschappelijke naam ervan is in 1909 voor het eerst geldig gepubliceerd door Levinsen.

## Geslachten
- Bulbipora MacGillivray, 1895 †
- Escharella Gray, 1848
- Hemicyclopora Norman, 1894
- Neolagenipora Vigneaux, 1949